# Phytomyza isais
Phytomyza isais är en tvåvingeart som beskrevs av Erich Martin Hering 1937. Phytomyza isais ingår i släktet Phytomyza och familjen minerarflugor.
Artens utbredningsområde är Polen. Arten har ej påträffats i Sverige. Inga underarter finns listade i Catalogue of Life.